# Correio do Povo
El Correio do Povo (en español: "Correo del Pueblo") es un diario brasileño de formato tabloide perteneciente al Grupo Record que circula en el estado de Río Grande del Sur, Brasil. Fue fundado el 1 de octubre de 1895 por el periodista Caldas Júnior. Circuló durante 89 años de forma ininterrumpida entre 1895 y junio de 1984, reiniciando sus publicaciones el 31 de agosto de 1986.